# Campeonato de Clubes Mekong 2017
El Campeonato de Clubes Mekong 2017 es la cuarta edición del torneo de fútbol a nivel de clubes más importante del sureste de Asia organizado por la Federación de fútbol de la ASEAN y que contó con la participación de 4 equipos de cuatro países.
El Muangthong United FC de Tailandia venció al Sanna Khánh Hòa BVN FC de Vietnam en la final para ser campeón del torneo por primera vez y la tercera de manera consecutiva de un equipo de Tailandia.

## Participantes
| Club                      | Clasificación                         | Apariciones      |                  |
| Entra a la Final          | Entra a la Final                      | Entra a la Final | Entra a la Final |
| ------------------------- | ------------------------------------- | ---------------- | ---------------- |
| Muangthong United         | Campeón de la 2017 Thai League Cup    | 1ª               |                  |
| Entra a la Semifinal      |                                       |                  |                  |
| Lao Toyota FC             | Campeón de la 2017 Lao Premier League | 2ª               |                  |
| Entra en la Primera Ronda |                                       |                  |                  |
| Sanna Khánh Hòa           | 6º lugar en la 2017 V.League 1        | 1ª               |                  |
| Beoung Ket Angkor         | Campeón de la 2017 Cambodian League   | 3ª               |                  |

## Sedes
| Phnom Penh               | Vientiane                 | Bangkok              | Hanói             |
| ------------------------ | ------------------------- | -------------------- | ----------------- |
| National Olympic Stadium | New Laos National Stadium | Supachalasai Stadium | Hàng Đẫy Stadium  |
| Capacidad: 50,000        | Capacidad: 25,000         | Capacidad: 19,793    | Capacidad: 22,500 |
|                          |                           |                      |                   |

## Primera Ronda
| 9 de diciembre de 2017 | Sanna Khánh Hòa                     | 4–4     | Boeung Ket Angkor                              | Hàng Đẫy Stadium, Hanói, Vietnam                                  |                                                                   |
|                        | Lê Duy Thanh 8' · Touré 42' 55' 83' | Reporte | Maycon Calijuri 39' (pen.) 48' 88' · Oiboh 82' | Asistencia: 22,500 espectadores Árbitro(s): Thoriq Munir Alkatiri | Asistencia: 22,500 espectadores Árbitro(s): Thoriq Munir Alkatiri |

| 13 de diciembre de 2017                        | Boeung Ket Angkor | 1–5     | Sanna Khánh Hòa                                                                                   | Estadio Olímpico, Phnom Penh, Camboya                                |                                                                      |
|                                                | Sovan 20'         | Reporte | Touré 13' (pen.) 77' · Nguyễn Đình Nhơn 19' · Nguyễn Hoàng Quốc Chí 70' · Nguyễn Đoàn Duy Anh 88' | Asistencia: 15,000 espectadores Árbitro(s): Mohd Amirul Izwan Yaacob | Asistencia: 15,000 espectadores Árbitro(s): Mohd Amirul Izwan Yaacob |
| Sanna Khanh Hoa gana 9-5 en el marcador global |                   |         |                                                                                                   |                                                                      |                                                                      |

## Semifinal
| 17 de diciembre de 2017 | Lao Toyota | 0–2     | Sanna Khánh Hòa                | New Laos National Stadium, Vientiane, Laos                       |                                                                  |
|                         |            | Reporte | Nguyễn Tấn Tài 35' · Touré 85' | Asistencia: 10,000 espectadores Árbitro(s): Chian Hui Jansen Foo | Asistencia: 10,000 espectadores Árbitro(s): Chian Hui Jansen Foo |

## Final
| 23 de diciembre de 2017 | Sanna Khánh Hòa | 1–3     | Muangthong United FC           | Hàng Đẫy Stadium, Hanói, Vietnam                                    |                                                                     |
|                         | Touré 42'       | Reporte | Kraisorn 6' 90+3' · Yooyen 87' | Asistencia: 22,500 espectadores Árbitro(s): Nagor Amir Noor Mohamed | Asistencia: 22,500 espectadores Árbitro(s): Nagor Amir Noor Mohamed |

| 6 de enero de 2018 | Muangthong United FC                                            | 4–0     | Sanna Khánh Hòa | Supachalasai Stadium, Bangkok, Tailandia                  |                                                           |
|                    | Kraisorn 54' · Limwannasathian 56' · Dangda 78' · Chatthong 89' | Reporte |                 | Asistencia: 15,000 espectadores Árbitro(s): Sukhbir Singh | Asistencia: 15,000 espectadores Árbitro(s): Sukhbir Singh |

## Campeón
| Campeonato de Clubes Mekong 2017 |
| -------------------------------- |
| Bandera de Tailandia             |
| Muangthong United 1º Título      |